# Kuczbork-Osada (gmina)
Kuczbork-Osada (daw. gmina Zielona) – gmina wiejska w województwie mazowieckim, w powiecie żuromińskim. W latach 1975–1998 gmina położona była w województwie ciechanowskim.
Siedziba gminy to Kuczbork-Osada.
Według danych z 30 czerwca 2004 gminę zamieszkiwało 5058 osób.
5 października 1973 do gminy Kuczbork-Osada włączono sołectwo Zielona z gminy Żuromin.

## Struktura powierzchni
Według danych z roku 2002 gmina Kuczbork-Osada ma obszar 121,64 km², w tym:
- użytki rolne: 78%
- użytki leśne: 16%

Gmina stanowi 15,11% powierzchni powiatu.

## Demografia

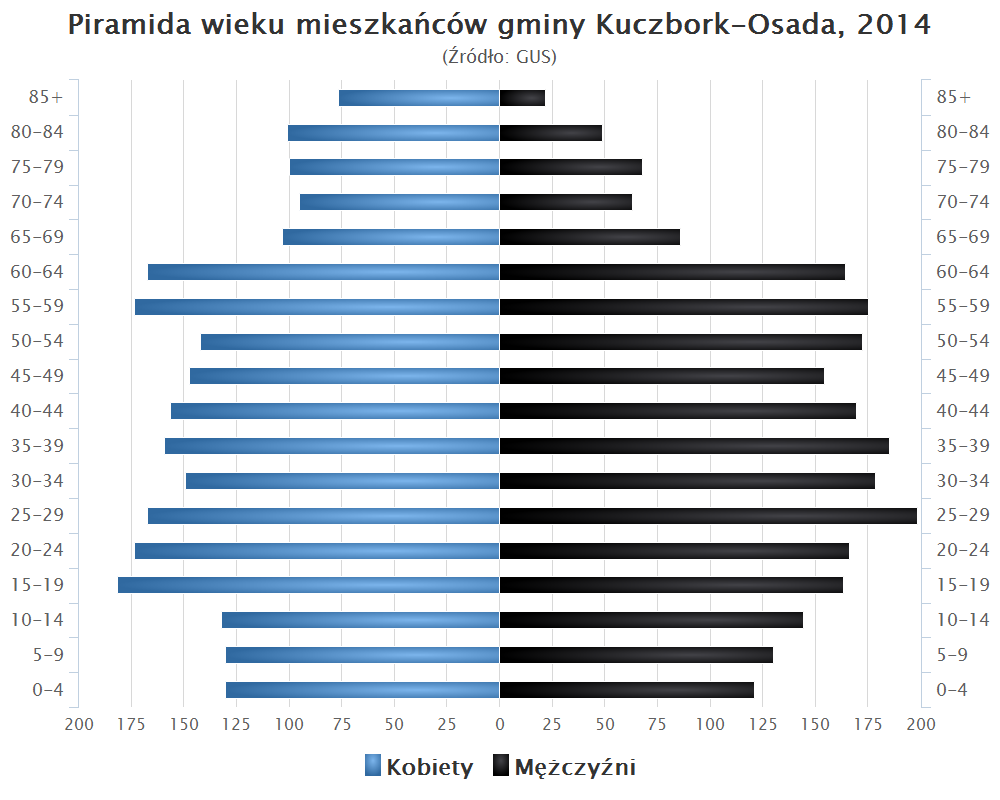
Piramida wieku mieszkańców gminy Kuczbork-Osada w 2014 roku

Dane z 30 czerwca 2004:
| Opis                              | Ogółem | Ogółem | Kobiety | Kobiety | Mężczyźni | Mężczyźni |
| --------------------------------- | ------ | ------ | ------- | ------- | --------- | --------- |
| jednostka                         | osób   | %      | osób    | %       | osób      | %         |
| populacja                         | 5058   | 100    | 2530    | 50      | 2528      | 50        |
| gęstość zaludnienia (mieszk./km²) | 41,6   | 41,6   | 20,8    | 20,8    | 20,8      | 20,8      |

## Sołectwa
Bagienice Duże, Bagienice Małe, Bagienice Nowe, Chojnowo, Gościszka, Krzywki-Bratki, Kuczbork-Wieś, Kuczbork-Osada, Łążek, Nidzgora, Nowa Wieś, Olszewko, Osowa, Sarnowo, Szronka, i Zielona.
Pozostałe miejscowości podstawowe: Chodubka, Gościszka-Baraki, Kozielsk, Mianowo, Niedziałki, Przyspa i Wygoda

## Sąsiednie gminy
Działdowo, Lipowiec Kościelny, Lubowidz, Płośnica, Szreńsk, Żuromin